# پس‌شاخه رود
پَس‌شاخهٔ رود (به انگلیسی: backwater) بخشی از یک رودخانه است که در آن یا جریان آب کم‌تر است یا اصلاً جریانی وجود ندارد. پس‌شاخه رود می‌تواند به شاخه‌ای از رودخانه اصلی (کانال جایگزین) اشاره کند که در کنار آن قرار دارد و سپس دوباره به آن می‌پیوندد، یا به یک جریان آب در یک رودخانه اصلی که توسط یک مانع یا گرفتگی مسدود شده.

## کانال جایگزین

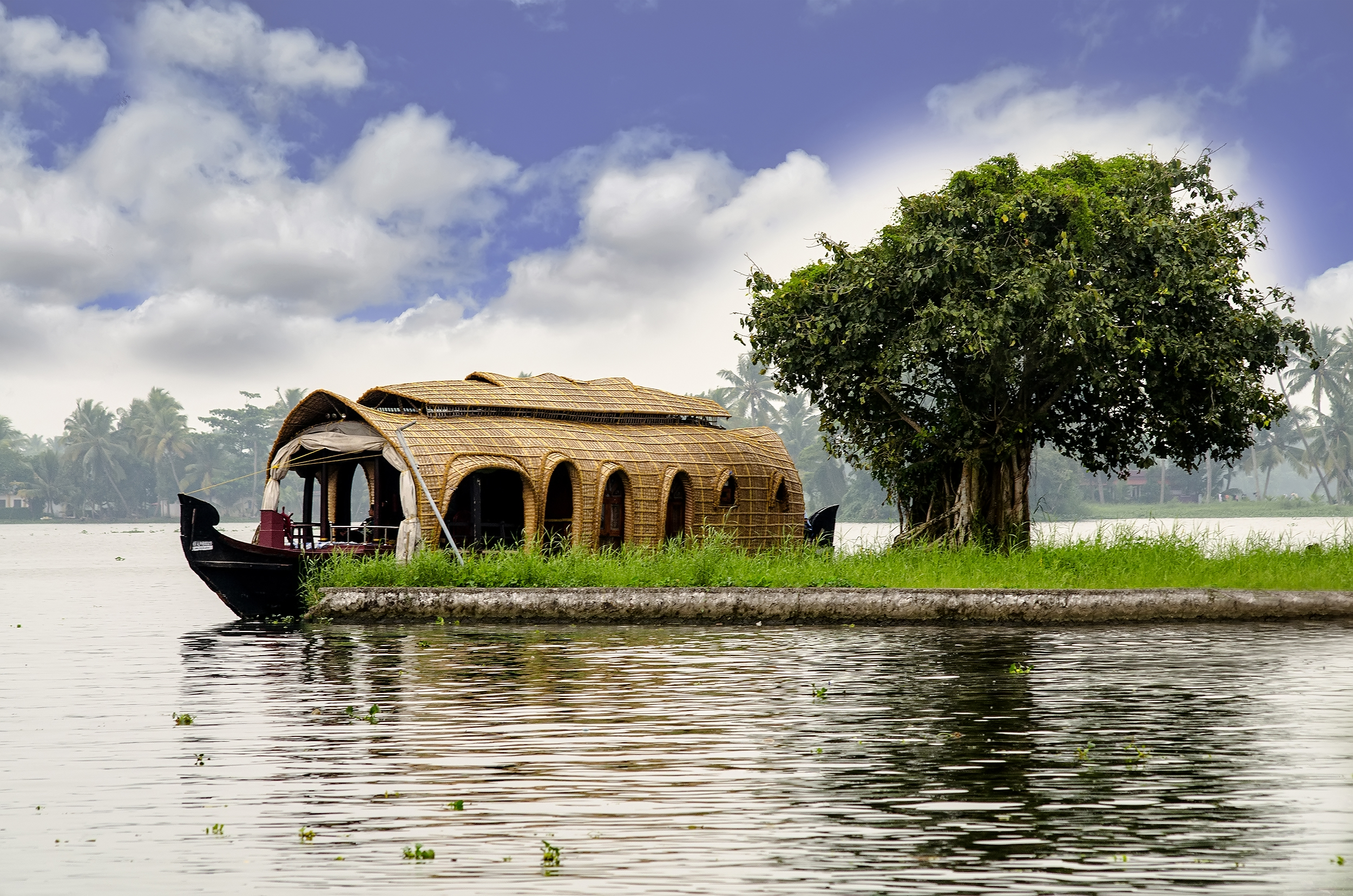
یک قایق خانه‌ای در پس‌شاخه‌ای در کرالا در کوماکاروم، هند

اگر یک رودخانه یک یا چند دوره جایگزین را در تکامل خود توسعه داده باشد، یک کانال معمولاً به عنوان اصلی‌ترین مسیر تعیین می‌شود و کانال‌های فرعی ممکن است به عنوان پس‌شاخه نامیده شوند. مسیر رودخانه اصلی معمولاً سریعترین جریان را دارد و احتمالاً مسیر اصلی برای مسیریابی خواهد بود، پس‌شاخه رود اما معمولاً جریانی ندارد و اگر جریانی داشته باشد بسیار آهسته و کم‌عمق‌تر خواهد بود. بعضی از حوضه‌های آبریز غنی از جنگل‌های حرا هستند. این امر منجر به ایجاد محیط متنوعی برای پژوهش‌های علمی و دارای ارزش حفاظت می‌شود. حوضه آبریز همچنین فرصت‌هایی را برای فعالیت‌های تفریحی مانند قایقرانی و ماهیگیری فراهم می‌کند.

## پس‌شاخه‌های ایجاد شده توسط مانع

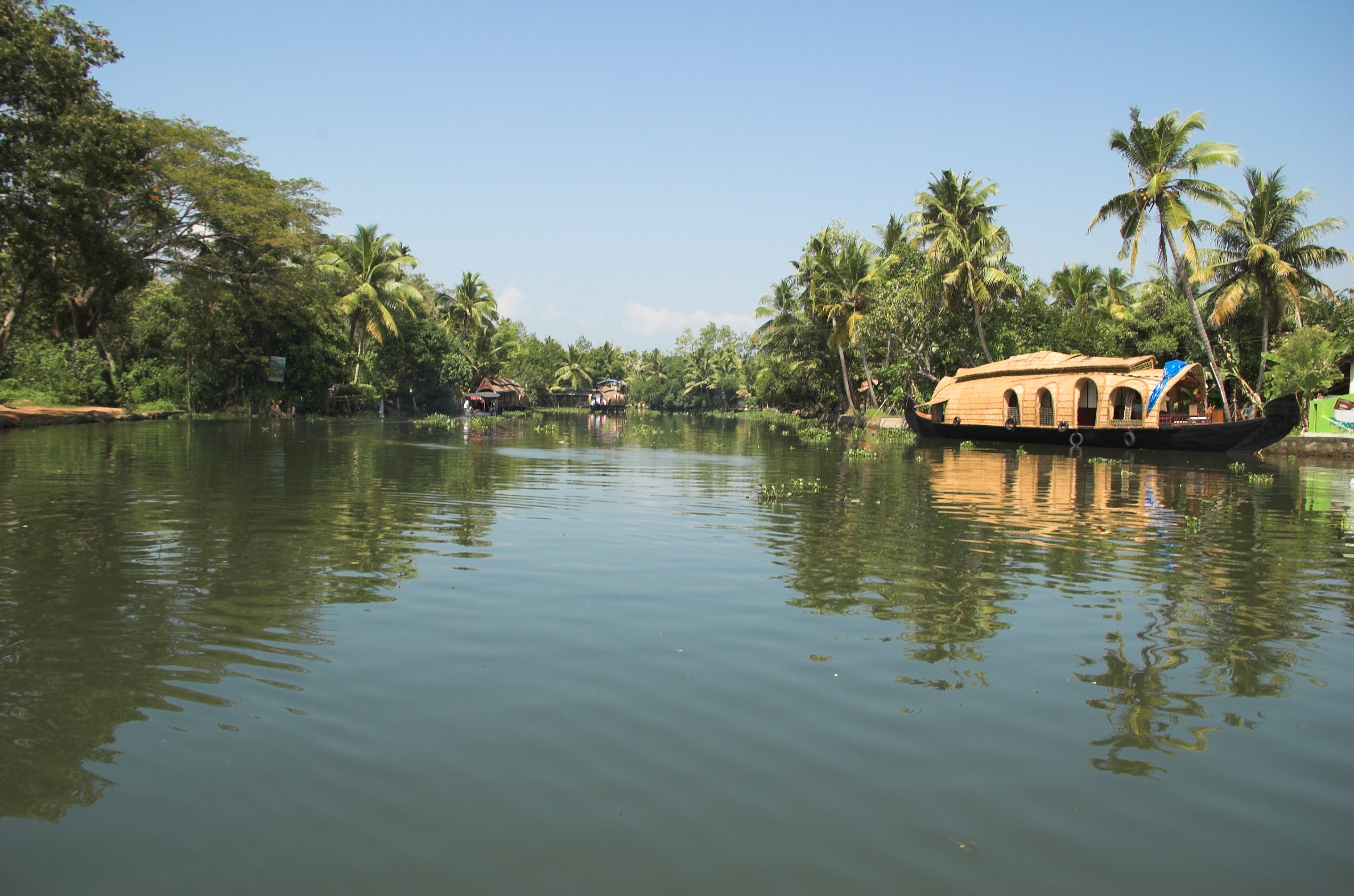
دریاچه کوماکاروم در حوالی مرداب‌های کرالا،‌مرداب‌های کرالا نوعی پس‌شاخه بزرگ از آب دریا و رودها در منطقه هستند.

زمانی که بخشی از یک رودخانه نزدیک ساحل یا چیز دیگریست که سطح مبنا آن را مشخص می‌کند، بخشی که از رود که دهانه آن بر روی آن تأثیر می‌پذیرد، پس‌شاخه نامیده می‌شود. اگر یک رودخانه به دریاچه یا دریا وارد شود، منطقه‌ای که در آن شیب رودخانه کاهش می‌یابد و شار آب پایین در دهانه باعث می‌شود آب به بالا برگردد، پس‌شاخه نامیده می‌شود.